# Elecciones para gobernador de Virginia Occidental de 2011
Las Elecciones para gobernador de Virginia Occidental, fueron unas elecciones especiales que se hicieron el 4 de octubre de 2011. Los principales candidatos en la contienda para elegir al Gobernador de Virginia Occidental fueron el Republicano Bill Maloney y el Demócrata Earl Ray Tomblin. El ganador de las elecciones resultó ser el titular Earl Ray Tomblin. 

## Elecciones

### Resultados
Resultados con el 100% de los precintos reportados:
|  | 49.6 % |

|  | 47 % |

|  | 2.02 % |

|  | 0.95 % |

|  | 0.43 % |

|  | 100.00 % |